# Gustave Gustin
Gustave Gustin (* 7. April 1867 in Linière, Belgien; † 21. April 1911 in Pania Mutombo, Kongo-Freistaat) war ein belgischer Soldat und Kolonialadministrator, der ab Anfang der 1890er Jahre für den belgischen König Leopold II. im Kongo-Freistaat diente. Er war insbesondere beim Kampf gegen Mahdisten in der Lado-Enklave aktiv.

## Biographie
Gustin war der Sohn von Hubert Gustin und Héloïse Despa. Er schlug die Militärlaufbahn ein, diente ab Januar 1883 in der Artillerie und trat am 4. Januar 1886 in die Königliche Militärakademie ein. Später trat er zur Infanterie über und war seit dem 10. Januar 1888 Leutnant im 2. Linienregiment. 1891 bat er um die Versetzung in den Dienst des Kongo-Freistaats. Er verließ Belgien am 18. Mai desselben Jahres als Leutnant der dortigen lokalen Sicherheitskräfte, der Force Publique. Bei seiner Ankunft in Afrika am 20. Juni 1891 wurde er nach Haut-Uele befohlen und der Expedition von Guillaume Van Kerckhoven zugeteilt, die innerhalb der sog. Lado-Enklave bis zum Nil vordringen sollte, um arabische Aufständische zurückzudrängen und die belgische Präsenz dort zu etablieren.
Gustin schloss sich der Vorhut der Expedition unter Pierre Ponthier an und nahm im Oktober 1891 an den Kämpfen um Makongo, dem Hauptstützpunkt arabischer Sklavenhändler, teil.
Am 12. Dezember 1891 verließen Ponthier, Gustin und der indigene Herrscher Semio Bomokandi und folgten dem Südufer des Uelle. Sie durchquerten eine Region, die völlig von den Arabern verwüstet worden war und aus der die verängstigte Bevölkerung vor der Annäherung der Weißen floh. Als sie an der Mündung des Naema ankamen, schlugen sie dort ihr Lager auf und warteten auf Van Kerckhoven, der sich ihnen am 22. Dezember anschloss. Dort wurde der Amadis-Posten auf dem rechten Ufer des Uelle gegründet. Gustin und die anderen Europäer kehrten am 30. Dezember nach Bomokandi zurück. Das Makongo-Lager wurde am 8. Januar 1892 aufgelöst.
Anfang Februar verließen Gustin, Jules Alexandre Milz, Semio und weitere Amadis auf dem Landweg entlang des Südufers des Uele und erreichten über die Madjema- und Magaregare-Berge das Gebiet von Koi Mbunza, wo Milz auf Ersuchen eines lokalen Herrschers einen kleinen europäischen Posten errichtet hatte, der als Bass für die weitere Nilexpedition dienen sollte. Während Vande Vliet damit beauftragt wurde, einen Posten in Suronga flussabwärts von Koi Mbunza zu gründen, machte sich Milz mit Unterstützung von Gustin daran, in Niangara eine Station von größter Bedeutung zu gründen, was am 19. März 1892 erfolgte. Van Kerckhoven erreichte diese Station am 25. März. Im April machten sich Gustin und Semio auf den weiteren Weg nach Osten, bald gefolgt von Van Kerckhoven und Milz. Sie hielten in Mbittima an und gingen dann weiter in Richtung Surur. Gustin und Semio wurden mit der Erkundung des Nzoro beauftragt. Sie waren häufig in Kämpfe mit den Eingeborenen verwickelt. Van Kerckhoven, der am Fuße des Bergs Wati durch einen Unfall ums Leben kam, wurde durch Milz als Leiter der Expedition ersetzt und der Weg Richtung Nil fortgesetzt.
In Kibbi, wo Milz das „Fort Lekmin“ errichtete, wurde ein Spähtrupp vorausgeschickt, um in Wadela Kontakt mit ehemaligen Soldaten Emin Paschas aufzunehmen. Am 4. Oktober traf Milz selbst in Wadela ein und verhandelte mit den Ägyptern die Übernahme in die Truppen des Freistaats. Dann ging Milz nach Ganda, der Residenz von Bey Fatel Moulah, dem Befehlshaber der ägyptischen Truppen, um einen Beobachtungsposten einzurichten und dort 125 Männer der Public Force unter dem Befehl von Gustin und fünf weiteren Weißen zu stationieren. Milz übergab die Leitung der Expedition vorübergehend an Gustin und ging mit Semio in Richtung Ndirfi. Er gründete den Posten Mundu in der Nähe von Faradje und traf dann Florimond Delanghe, den er mit der Besetzung des Postens betraute.
In der Folge zwangen die schlechte Versorgungslage sowie Desertationen und Plünderungen der ägyptischen Soldaten Gustin Ganda zu verlassen und in Richtung Dungu zurückzumarschieren. Am 15. März 1893 erreichte er mit Semio und dem Großteil seiner Truppen zunächst Niangara. Da Mahdisten weiterhin in der Gegend aktiv waren, schickte Delanghe Gustin von dort aus zur Erkundung der Region des Oberlaufs des Bomokandi. Gustin gründete daraufhin im Gebiet der Ruomvu und in Mbélia, am linken Ufer des Maeka, einem Nebenfluss des Nepoko, kleine Beobachtungsposten. Nach seiner Rückkehr reiste Gustin Ende April erneut zurück in Richtung Ganda. Auf dem Weg traf er am 1. Mai traf er Delanghe in Faradje. Gustin blieb einige Zeit in Ganda und wurde dann im Juni 1893 mit der Gründung einer weiteren Station in Aléma beauftragt.
Gustin reiste dann ab dem 15. Juli von Aléma über Kiri und Muggi am Nil nach Laboré, das er Ende August erreichte. Von dort trat er den Rückweg nach Aléma an, wo er am 11. September wieder auf Delanghe traf und den Befehl erhielt, nach Ganda zurückzukehren. Am 19. September reiste Gustin folgerichtig in Richtung Ndirfi, Faradje und Mundu ab. Die Kolonne wurde unterwegs angegriffen und als Gustin Ganda erreichte, erkrankte er.
Wegen der weiterhin mangelhaften Versorgungslage und des anhaltenden Drucks durch die Mahdisten war die Lage der Vorposten am Nil weiterhin schwierig. Gustin brach daher am Ende Oktober wiederum nach Westen auf, um in Magora Ernest Baert zu treffen, der als Nachfolger Delanghes das Kommando über die Region übernehmen sollte. Am 30. November machte sich Baert in Begleitung von Gustin auf den Weg nach Mundu, ohne auf Delanghe zu warten. Im Januar 1894 war die Lage dort sehr prekär. Viele Europäer waren krank. Am 22. Januar verließ Baert mit Gustin und weiteren Mundu, um nach Dungu und von dort aus nach Niangara zu gehen. Gustins Aktivitäten in den kommenden Monaten sind nicht geklärt, anscheinend wartete er mit Baert in Niangara auf Verstärkung, um wieder nach Osten vorrücken zu können. Da aber weiterhin überall Aufstandsbewegungen und Kämpfe gegen arabische Sklavenjäger und Mahdisten andauerten, kam es dazu nicht und Gustin kehrte am 18. Juni 1894 nach Europa zurück.
Ab Oktober 1901 schlossen sich für Gustin drei weitere Dienstzeiten im Kongo an, in denen er zunächst als Hauptmann und Kommandant dem Distrikt Bangalas in Makanza zugeteilt war und den Lopori weiter erforschte und in den anderen beiden Dienstzeiten in Kasaï gegen Aufständische, so etwa gegen die Tetela, kämpfte.
Am 27. Januar 1910 wurde er zum Generalkommissar (französisch: Commissaire Général) ernannt und starb in Pania Mutombo am Sankuru am 21. April 1911 an Malaria.
Über seine Aufenthalte in Afrika hinterließ Gustin einige schriftliche Werke, so etwa 1898 den Artikel Vers le Nil in der Zeitschrift Mouvement géographique.

## Auszeichnungen
- Ritter des belgischen Löwenordens;
- Ritter des belgischen Kronenordens;
- Étoile de Service;
- Gedenkmedaille an die Regierungszeit Leopolds II.